# 寬容原則
在哲學和修辭學中，寬容原則（英語：Principle of charity）或寬容解讀原則（英語：Principle of charitable interpretation）要求以尽可能合乎理性的方式解讀一個说话者的語言表達。
在發生爭論的時候，一個人的言語表述可以被作好的或壞的解讀。有時為了贏得爭論，我們可能有動機去將他人的話作歪曲的解讀，讓它看上去顯然是錯的。寬容原則要求我們在討論中使用對對方最好的、在論證上最有力的那個解讀。 西蒙·布莱克本說 “它要求解讀者用最大化真（truth）和理性的方式去解讀說話者的話。”

## 應用
尼尔·L·威尔逊 (Neil L. Wilson) 于 1958-59 年為該原則命名。从他的角度来看，它的主要应用领域是确定某一专有名称（Proper name）所指代的对象：

我们应该如何着手发现一個名字的所指對象？ […] 让我们假设某人（“查爾斯”）做出了以下五个包含“凯撒”名字的断言。 […]

(1)凯撒征服了高卢。 （Gc）
 (2) 凯撒渡过了卢比孔河。 (Rc)
 (3) 凯撒于三月十五日被谋杀。 （Mc）
 (4) 凯撒沉迷于使用绝对夺格。 (Ac)
 (5) 凯撒与博阿迪西亚结婚。 （Bc）

 [……]然後，我們採用一種可能被稱為寬容原則的方法。我們選擇能夠儘可能多地讓查爾斯的陳述成為真的人，作為“凱撒”的所指物。 […]我们可以说，“凱撒”所指的就是比其他個體都能更多滿足包含“凱撒”一詞的斷言的個體。 
哲學家威拉德·范·奧曼·奎因和唐纳德·戴维森提供了寬容原則的其他表述。戴维森有时将其称为合理通融原則（英語：The principle of rational accommodation）。他將這個原則總結為：“當我們用最能達成一致的方式（指令他人的表述擁有邏輯和事實上的一致性）解讀別人的話，就能最大程度理解他人的話語和想法”。当人们不确定说话者的意思时，可以依據这一原则来嘗試理解说话者。

## 脚注
1. ↑  Normand Baillargeon: Intellectual Self-Defense. Seven Stories Press 2007, p. 78
2. ↑  Blackburn, Simon. . Oxford: Oxford University Press. 2016: 79.
3. ↑  Neil L. Wilson. . The Review of Metaphysics. June 1959, 12 (4): 521–539. JSTOR 20123725.
4. ↑  Quine, Willard Van Orman. . Cambridge, Massachusetts: MIT Press. 2013: 54 n. 2 [1960].
5. ↑  Davidson, Donald. . Oxford: Clarendon Press. 1984 [1974].